# Theresianer
Theresianer è un birrificio italiano con sede a Nervesa della Battaglia in provincia di Treviso.
Il nome del marchio si lega al Borgo Teresiano voluto dall’imperatrice Maria Teresa d’Austria a Trieste, dove nel 1766, venne fondato il primo birrificio della città. Nel 2000 l’imprenditore Martino Zanetti decide di portare Theresianer nell’attuale stabilimento di Nervesa della Battaglia con l’obiettivo di ispirarsi alla tradizione birraria mitteleuropea.
Il marchio Theresianer fa parte del Gruppo Hausbrandt.

## Storia
Nel 1719 l’imperatore Carlo VI istituisce il Porto Franco di Trieste. Questo provvedimento incentiva la crescita economica e commerciale della città.
Lo sviluppo del capoluogo adriatico attira persone da tutta europea e si sviluppa un quartiere signorile capace di diventare fulcro del commercio cittadino.
In questo quartiere, chiamato ancora oggi Borgo Teresiano in onore della sovrana Maria Teresa d'Austira, viene fondato nel 1766 da mastri birrai austriaci il birrificio Theresianer. Il birrificio riceve la licenza proprio da Maria Teresa d’Austria, diventando il primo birrificio
Più di duecento anni dopo, nel 2000, l’imprenditore trevigiano Martino Zanetti, già legato alla cultura mitteleuropea perché presidente della torrefazione di origini triestine Hausbrandt, fonda a Nervesa della Battaglia in provincia di Treviso Theresianer, una produzione che ha l'ambizione di essere “il più grande birrificio artigianale italiano e il più piccolo industriale”.
Nel logo del brand è ancora oggi riportato il Faro, o meglio, la Lanterna di Trieste, segno della volontà di mantenere una connessione con la città che ha dato origine al primo birrificio Theresianer.

## Le birre
- Premium Lager, birra a bassa fermentazione, colore giallo paglierino, 12 gradi Plato, alcol 4,8% vol
- Premium Pils, birra a bassa fermentazione, colore giallo paglierino, 12 gradi Plato, 5% vol
- Vienna, birra a bassa fermentazione, colore ambrato rossiccio, 14 gradi Plato, 5,3% vol
- Strong Ale, birra ad alta fermentazione, colore rosso ambrato, 18,5 gradi Plato, 8,5% vol
- Pale Ale, birra ad alta fermentazione, colore dorato, 16 gradi Plato, 6,5% vol
- Wit, birra di frumento ad alta fermentazione, colore giallo paglierino, 12,5 gradi Plato, 5,1% vol
- Bock, birra a bassa fermentazione, colore ambrato Intenso, 16 gradi Plato, 6,5% vol
- India Pale Ale, birra ad alta fermentazione, colore ambrato scuro con riflessi aranciati, 14,7 gradi Plato, 5,8% vol

### Altri prodotti
- Bierbrand, acquavite trasparente, 41% vol